# セッター (バレーボール)
バレーボールにおけるセッター（英: Setter）は、トスをあげる役目の選手である。

## 概要
セッターはボールに素早く反応してトスアップを行うための敏捷性とプレイの正確性、長く高いトスを上げることのできる筋力、さらには試合全体を見渡し、ゲームをコントロールできる大局観と冷静さ、リーダーシップなどが要求される極めて重要なポジションである。バックトスやジャンプトス、クイック、平行トス、バックアタックへのトスなど様々なトスに対応する幅広い能力を求められる。複数のスパイカーを使い分けながらゲームコントロールを担うポジションであることから、セッターはバレーボールにおける司令塔と表現される。チームを構成するポジションのなかで最も高い運動能力が要求されることもあり、一般には中型（小型）の選手がセッターを務めることが多い。全日本男子チームにおいても、ミュンヘンオリンピック金メダリストの猫田勝敏やロサンゼルスオリンピックチームのセッター古川靖志など、180cm前後の小さな選手が務めることが多かったが、身長188cmの眞鍋政義のように、近年はやや大型化の傾向もみられる。女子全日本チームにおいては、モントリオール五輪金メダリストの松田紀子やロンドンオリンピック銅メダリストの竹下佳江は身長170cmに満たない小型のセッターであった。ソウル五輪、バルセロナ五輪に出場した中田久美は176cmと女子選手としては高身長のセッターとして活躍した。

## セット(トスアップ)を行うポジション
近年はコートをスロットと呼ばれる領域に分けて戦術を考えるのが一般的である。
ネットに正対した状態で、幅方向に9つに分けられたエリアのそれぞれがスロットであり、個々のスロットは幅1m×長さ3mエリアからなる(通常、スロットはアタックラインより前のエリアを指す)。一般的にセッターは左から6番目、右から4番目の0スロットと呼ばれる位置でセット(トスアップ)を行う。そして、セッターに近い側からレフト方向に1～5スロット、ライト方向にA～Cの3スロットに対してファーストテンポ、セカンドテンポといったトスを供給する。

## ハイセット（二段トス）
本来、スパイカーへのトスは前述の0スロットの、ネットから1m以内程度の位置から供給されるのが理想的であるが、レシーブの状況によってはネットからかなり離れた位置からトスアップがなされることもしばしばである。このようなケースでは通常のレフトやライトへのトスよりもやや高いトス＝ハイセットが選択される。かつてはセッターに加えてオポジットの選手が補助的にハイセットを上げることが多かったが、近年はオポジットの攻撃力が高まったことを背景に、リベロの選手がハイセットを担当するケースが増えた。リベロはアタックラインより前でオーバーハンドのトスをあげられないため、そういったケースではアンダーハンドでのハイセットとなる。一般的にはサード・テンポの攻撃＝ハイセットからのスパイクと考えて差し支えない。なお、現在におけるハイセットは、いわゆるネットから離れたエリアから供給される二段トスとほぼ同じ意味として使われるが、厳密には"ハイセット"は「高いトス」の意味であり、両者は完全に同義ではない。実際、バレーの高速化が進んだ近年ではセカンド・テンポや場合によってはファースト・テンポに極めて近い球出しの二段トスがスパイカーに供給されるケースが増えた。

## ツーアタック
主にセッターがトスを上げると見せかけてそのまま攻撃に転じる戦術を指す。片手でフェイント的に行う場合もあれば、体制を入れ替えて強力なスパイクを叩き込むケースもある。また、両手によりパスアタック的に相手コートの空いている場所に落とす戦術もツーアタックの一種といえる。後衛のセッターはネットの高さを超えて攻撃ができないため、ツーアタックはセッターが前衛でトスアップを行う場合に限られる。もちろん、セッター以外の選手がツーアタックを行うケースもある。

## ツーセッター
ツーセッターとはバレーボールにおける戦術のひとつで、二名のセッターを置くフォーメーションのことである。対角のポジションに入る二名のセッターは、前衛ではスパイクを、後衛ではトスアップをそれぞれ行う。一般のツーセッターシステムでは、二人のセッターは前衛でライト側にまわるスタイルがとられるが、センタープレーヤ(ミドルブロッカー)の二人がセッターを兼ねる形や非対角の選手がセッターを務める形のツーセッターシステムも存在する。
ツーセッターシステムでは、基本的に後衛のセッターがトスアップを担当するため、サーブレシーブが高く返球された場合にツーアタックを使うことができない。また、二名のセッターでトスのスタイルが異なる場合には、スパイカーとのタイミングを取りづらくなるといった問題もある。しかしながら、常に前衛の３人を攻撃に使えるというメリットは大きく、完全に機能すれば非常に強力な戦術となり得る。大型の選手によるツーセッターシステムはこれまで全日本チームにおいても幾度か試されている。

全日本女子チームでも狩野舞子や木村沙織がスパイクの打てるセッターとして期待された時期もあった。基本的にツーセッターシステムは選手育成が非常に難しく、近年においても積極的に導入するチームは少ない。国際大会においてはキューバの女子チームがツーセッターシステムを好んで採用している。ちなみに、小学生や中学生チームなどでは前衛選手によるツーセッターシステムがとられることもある。このシステムの場合、前衛のスパイカーは二名に減るものの、ツーアタックが可能となることやスパイクレシーブからのトスアップが容易になるといった利点がある。

## ブロック面での課題
先にも述べたように、バレーボールにおいてはスパイカーと比較してやや小柄な選手がセッターを担当することが多いため、セッターが前衛にまわった際のブロックが常に問題視される。相手のアウトサイドヒッター（エース）がレフト側から攻撃する際、一般的なフォーメーションではライトの位置にセッターを置く関係上、どうしてもストレート側のブロック力が低下する。この問題を解決すべく、トップレベルのチームにおいてセッターの大型化は常に議論に上る。また先述のツーセッター導入の必要性もしばしば議論される。しかしながら、歴史的に見てもセッターは動きが機敏でプレーの正確性が高い中型(小型)の選手に一日の長があり、セッター大型化の議論はある意味で永遠に結論の出ない問題と言っても過言ではない。このブロック力低下の問題を補うため、チームによっては、相手のハイセットに対してセッターを外してアウトサイドとミドルの二名がブロックに跳ぶ、あるいは前衛にまわったセッターをあえてレフト側に置き、アウトサイドヒッターをライト側にまわしてブロック力を強化するなどの対策を行うチームもある。また、ワンポイントブロッカーとして、ブロックの得意な長身の選手をセッターと交代させてブロック力を補う戦術もしばしば用いられる。